# Ambasadorowie Wielkiej Brytanii w Austrii
Oficjalny tytuł ambasadorów Zjednoczonego Królestwa Wielkiej Brytanii i Irlandii Północnej brzmi: Her Britannic Majesty’s Ambassador to the Republic of Austria.

## Ambasadorowie

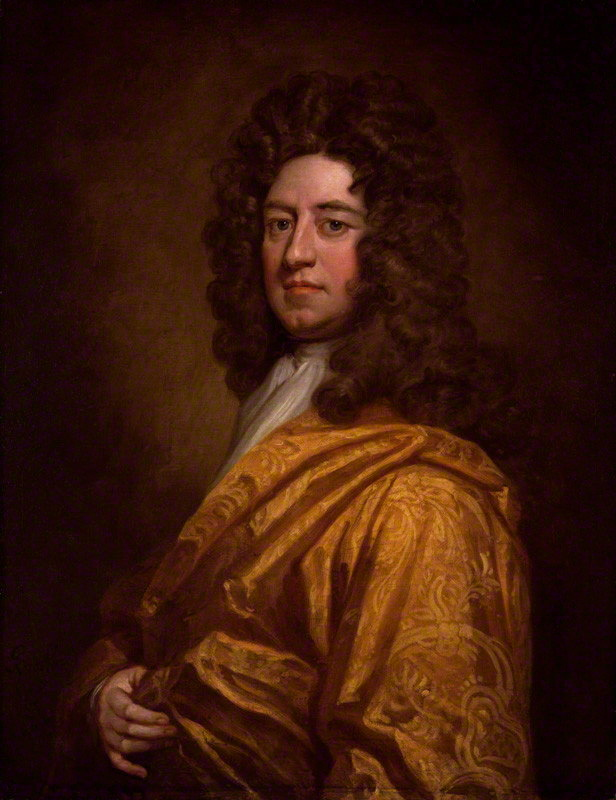
George Stepney
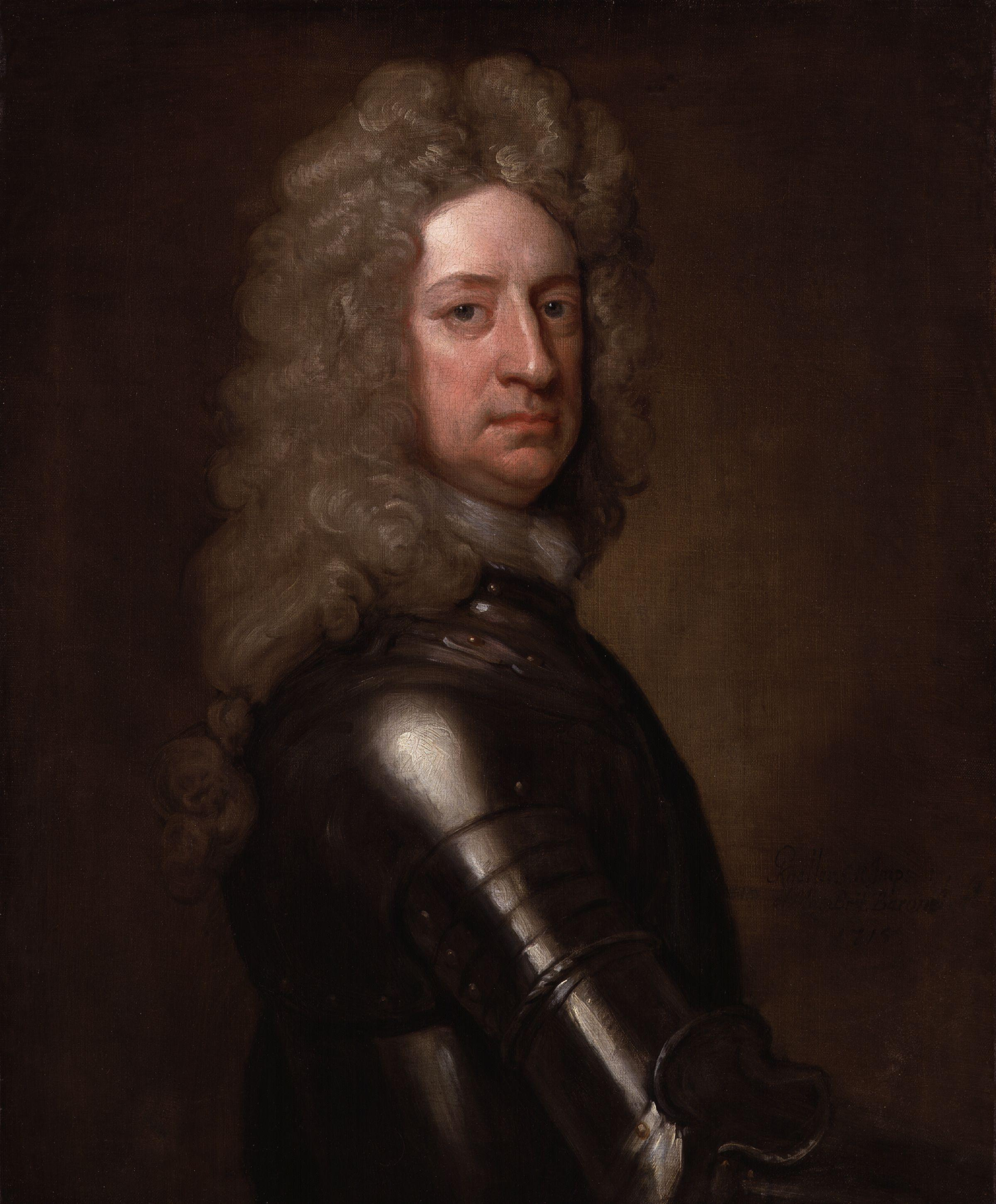
Charles Mordaunt, 3. hrabia Peterborough
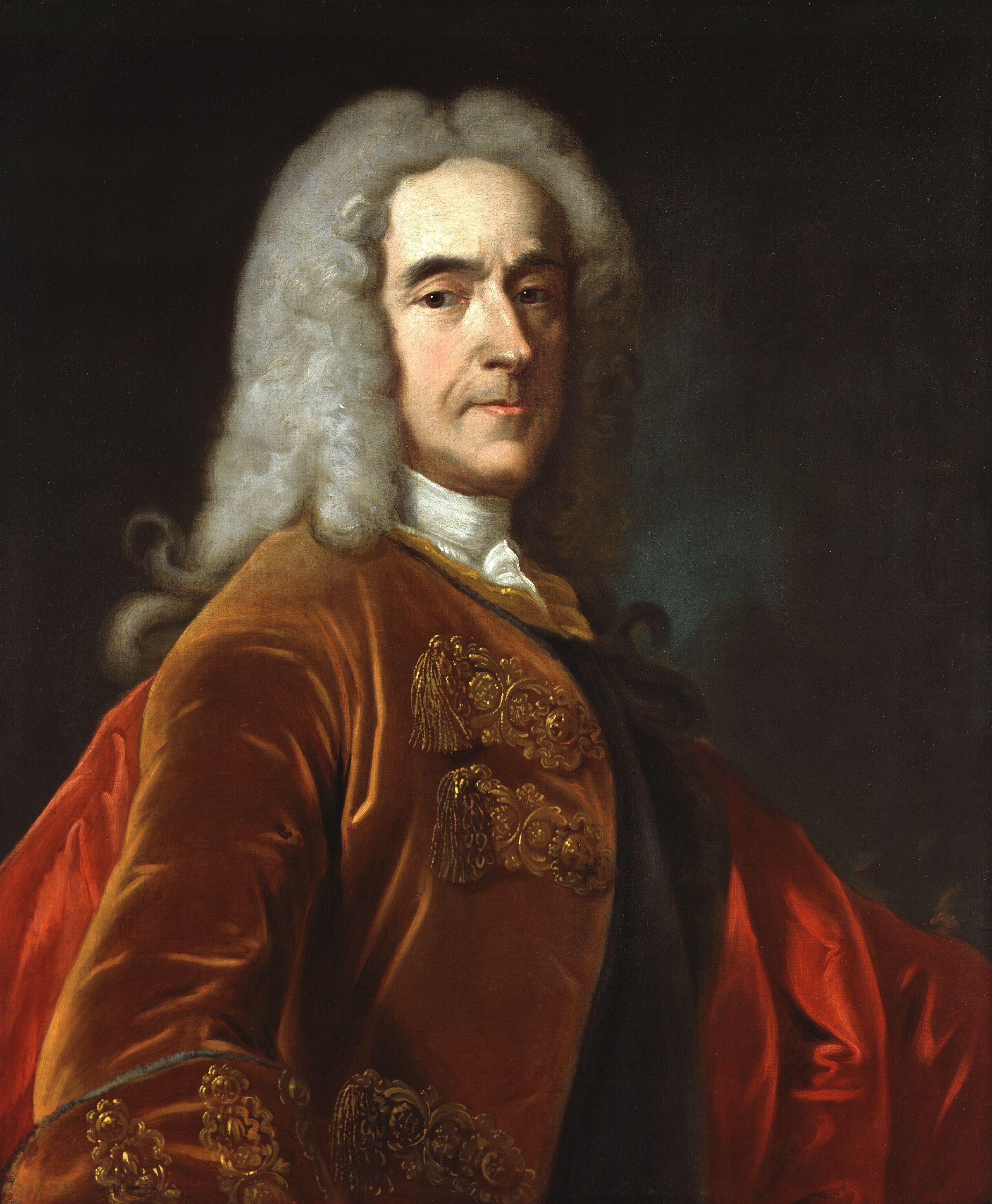
Richard Temple, 1. wicehrabia Cobham
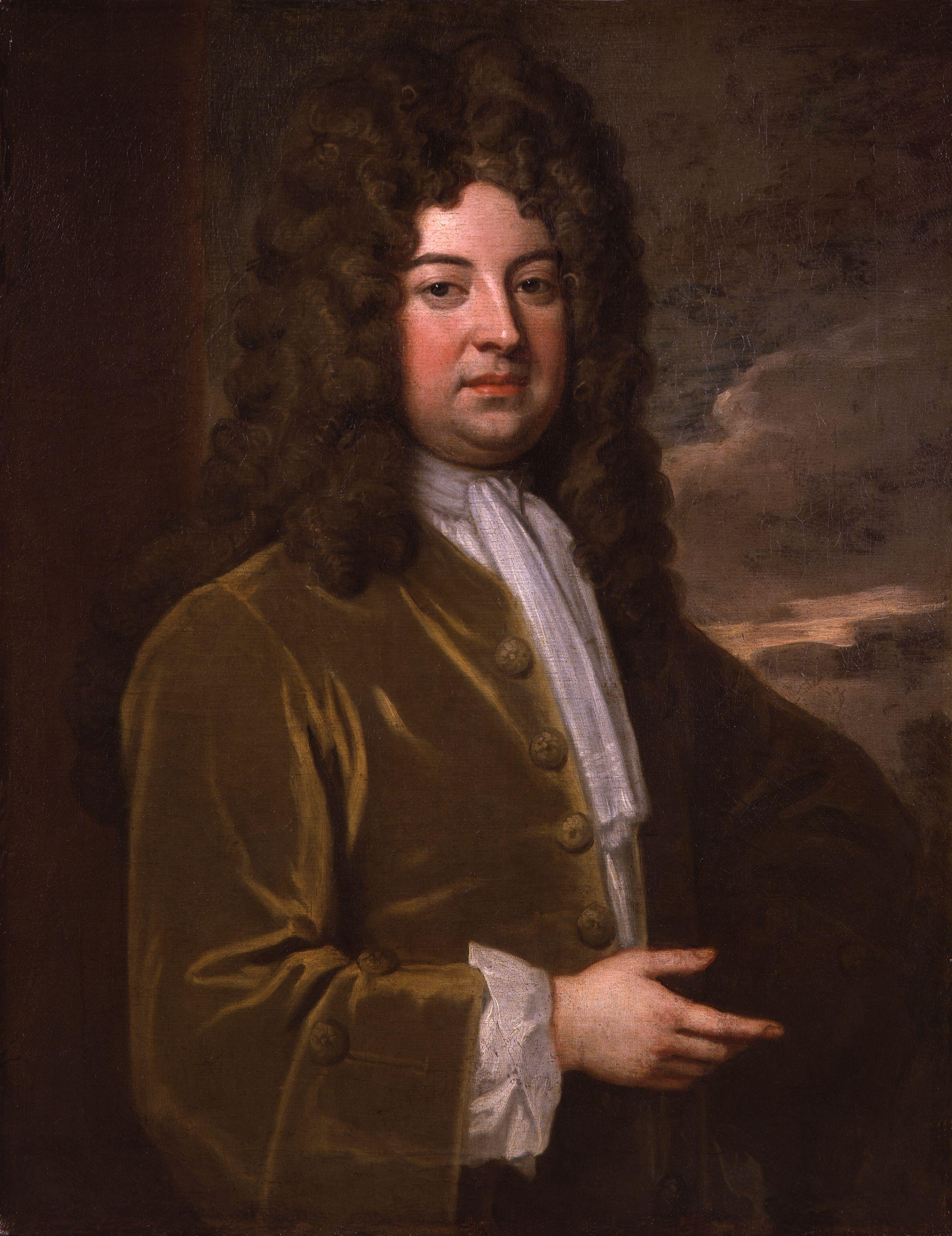
Abraham Stanyan
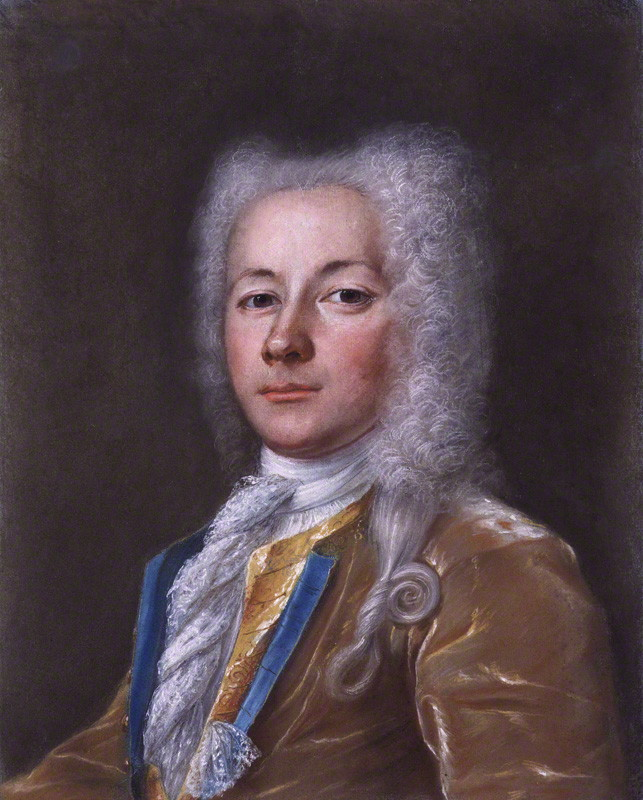
Robert Sutton
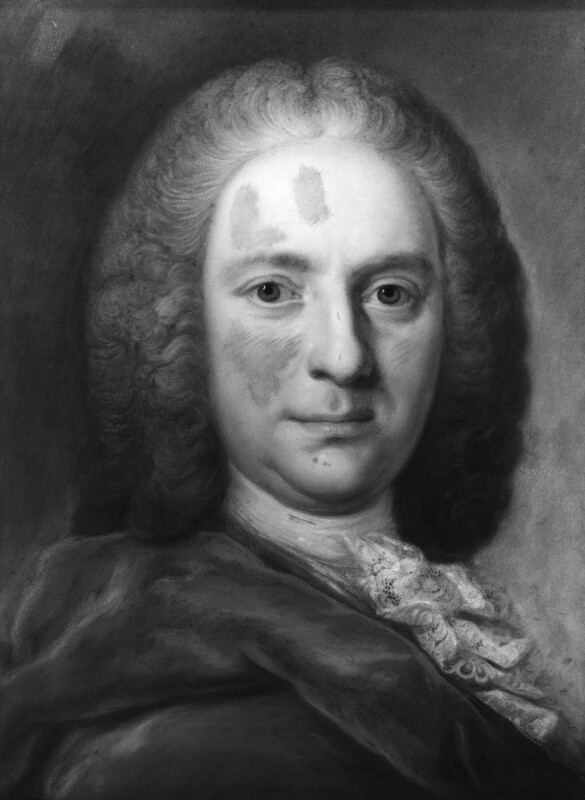
Thomas Robinson, 1. baron Grantham
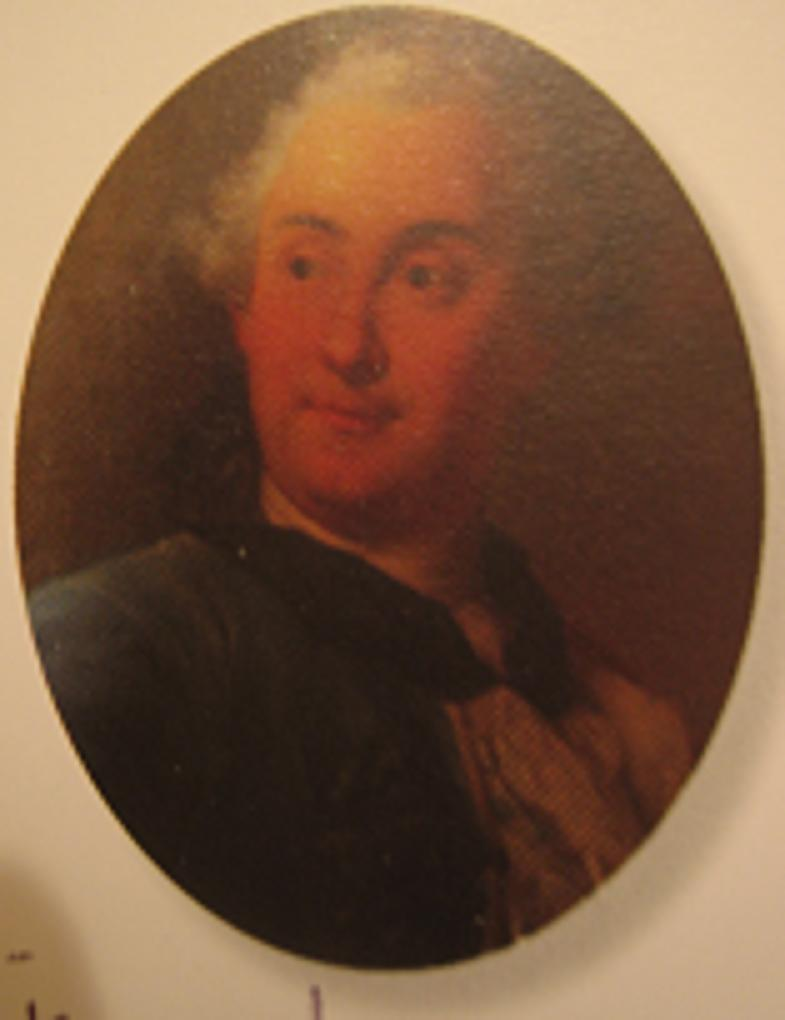
David Murray, 2. hrabia Mansfield, 1762-1772
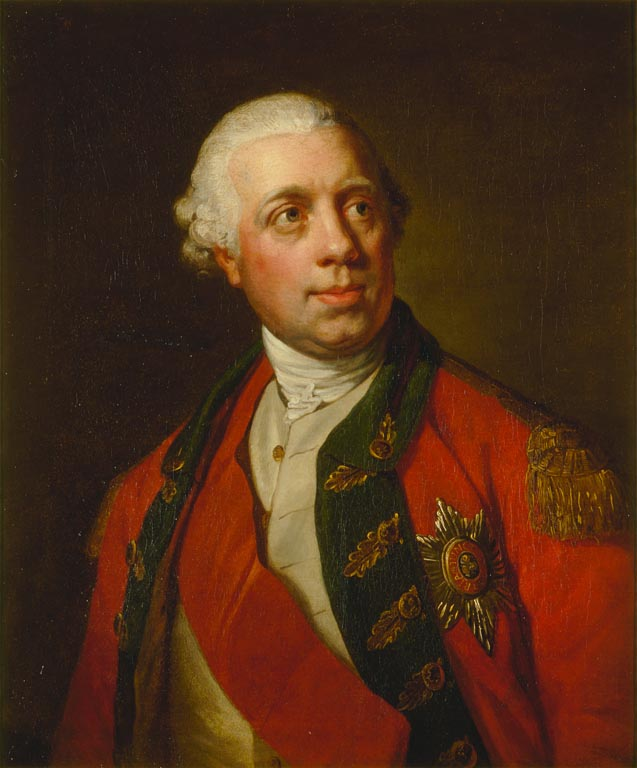
Robert Murray Keith Młodszy. 1772-1792
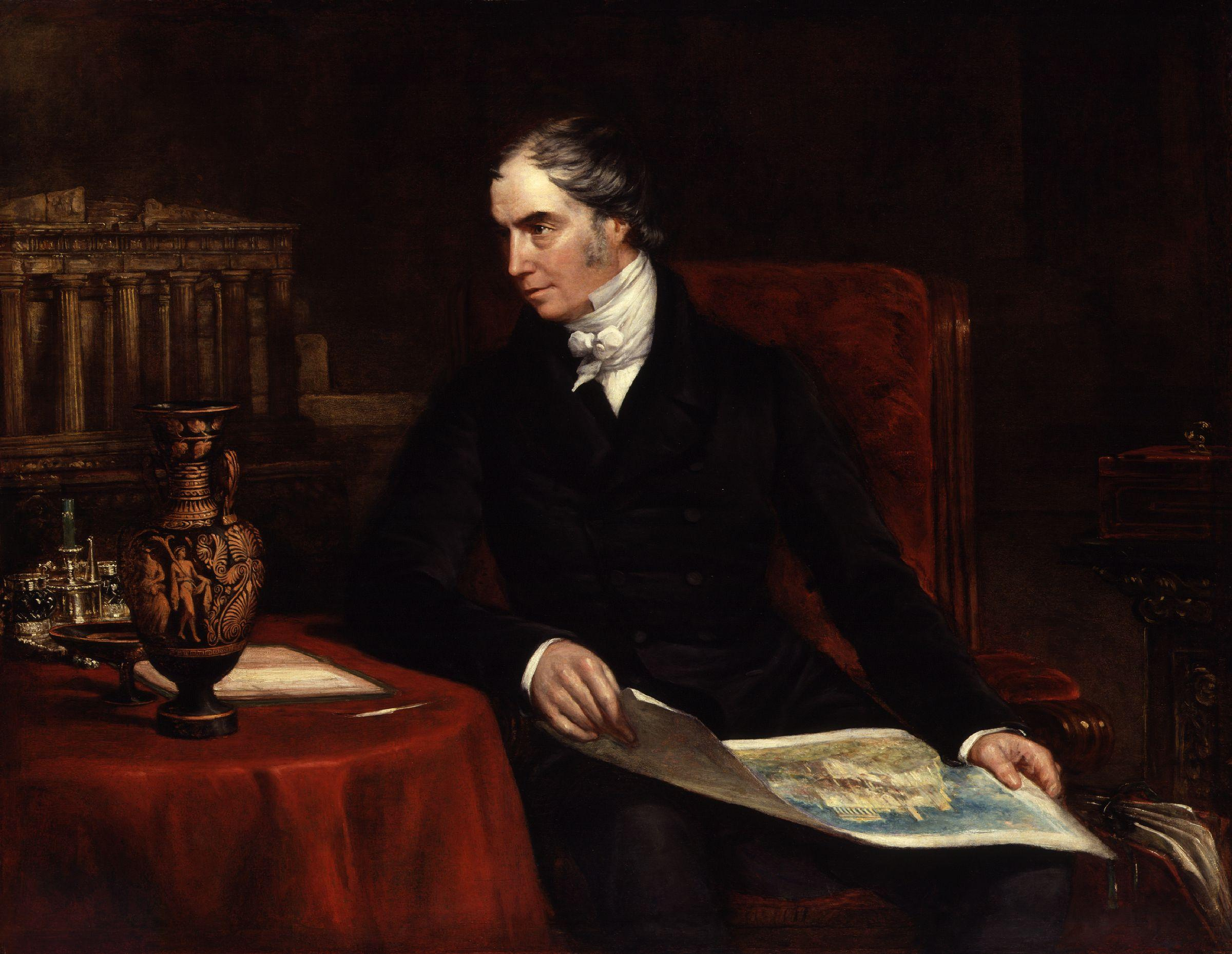
George Hamilton-Gordon, 4. hrabia Aberdeen

## XVII wiek
- 1640–1641: Thomas Roe academic.oup.com
- 1693: George Stepney
- 1702–1705: George Stepney

## XVIII wiek
kompletna lista
- 1711–1713: Charles Mordaunt, 3. hrabia Peterborough
- 1714–1715: Richard Temple, 1. wicehrabia Cobham
- 1715–1716: Luke Schaub
- 1716–1717: Abraham Stanyan
- 1718: Robert Sutton, 2. baron Lexinton
- 1718–1727: François-Louis de Pesmes de Saint-Saphorin
- 1727–1730: James Waldegrave, 1. hrabia Waldegrave
- 1730–1748: Thomas Robinson, 1. baron Grantham
- 1748–1757: Robert Keith
- 1752–1764: John Carmichael, 3. hrabia Hyndford
- 1764–1772: David Murray, 7. wicehrabia Stormont
- 1772–1792: Robert Murray Keith Młodszy
- 1793–1794: Morton Eden, 1. baron Henley

## XIX wiek
kompletna lista
- 1801–1806: Arthur Paget
- 1806–1809: wojny napoleońskie
- 1809: Benjamin Bathurs
- 1809–1813: wojny napoleońskie
- 1813–1814: George Hamilton-Gordon, 4. hrabia Aberdeen
- 1814–1823: Charles William Vane, 3. markiz Londonderry
- 1823–1831: Henry Wellesley, 1. baron Cowley
- 1831–1841: Frederick Lamb, 3. wicehrabia Melbourne
- 1841–1846: Sir Robert Gordon
- 1846–1850: John Ponsonby 1. wicehrabia Ponsonby
- 1851–1855: John Fane, 11. hrabia Westmorland
- 1855–1858: George Hamilton Seymour
- 1858–1860: Augustus Loftus
- 1860–1867: John Bloomfield, 2. baron Bloomfield

Austro-Węgry
- 1867–1871: John Bloomfield, 2. baron Bloomfield
- 1871–1878: Andrew Buchanan, 1. baronet Buchanan
- 1878–1884: Henry Elliot
- 1884–1893: Augustus Paget
- 1893–1896: Edmund Monson
- 1896–1900: Horace Rumbold, 8. baronet Rumbold

## XX wiek
kompletna lista
- 1900–1905: Francis Richard Plunkett
- 1905–1908: Edward Goschen
- 1908–1913: Fairfax Cartwright
- 1913–1914: Maurice de Bunsen
- 1914–1919: pierwsza wojna światowa
- 1919–1921: Francis Lindley (wysoki komisarz, od roku 1920 ambasador)
- 1921–1928: Aretas Akers-Douglas, 2. wicehrabia Chilston
- 1928–1933: Eric Phipps
- 1933–1937: Walford Selby
- 1937–1938: Charles Michael Palairet
- 1938–1945: Anschluss
- 1945–1948: Henry William Bradshaw (od 1946 tytuł ambasadora)
- 1948–1949: Bertrand Jerram
- 1949–1954: Harold Caccia, Baron Caccia
- 1954–1958: Geoffrey Arnold Wallinger
- 1958–1961: Reginald James Bowker
- 1961–1965: Malcolm Sibourne Henderson
- 1965–1967: John Arthur Pilcher
- 1867–1970: Anthony Rumbold, 10. baronet Rumbold
- 1970–1972: Peter Allix Wilkinson
- 1972–1976: Denis Seward Laskey
- 1976–1979: Hugh Travers Morgan
- 1979–1982: Donald McDonald Gordon
- 1982–1986: Michael O’Donel Bjarne Alexander
- 1986–1989: Robert James O’Neill
- 1989–1992: Brian Lee Crowe
- 1992–1996: Terence Courtney Wood
- 1996–2000: Anthony St. Johns Figgis

## XXI wiek
- 2000–2003: Anthony Ford
- 2003–2007: John Malcolm Macgregor
- od 2007: Simon Smith